# Stabroek (Belgia)
Stabroek – miejscowość i gmina (gemeente) w Belgii, w Regionie Flamandzkim, w prowincji Antwerpia, w okręgu Antwerpia. 1 stycznia 2024 roku liczyła 18 826 mieszkańców.

## Podział administracyjny
W skład gminy wchodzi jedna dzielnica (deelgemeente):
- Hoevenen

## Współpraca
Miejscowości partnerskie:
- Darda, Chorwacja
- Hoeven, Niderlandy
- Hördt, Niemcy